# 2022년 5월
| 2022년: 1월 · 2월 · 3월 · 4월 · 5월 · 6월 · 7월 · 8월 · 9월 · 10월 · 11월 · 12월 |

| \| 2022년 5월 1일 (일요일) \| \| 편집 \| |  |      |
| 보건과 환경 - 코로나19 범유행 - 대한민국의 0시 기준 누적 확진자 수가 17,275,649명으로 집계되었다. 전날 0시 대비 37,771명(국내 37,741, 해외유입 30)이 늘었다. 사고와 재해 - 프랑스령 서인도 제도 과들루프에서 홍수가 발생, 최소 두 명이 숨지고, 한 명이 실종되었다. |  |      |
| 2022년 5월 1일 (일요일) |  | 편집 |

| 2022년 5월 1일 (일요일) |  | 편집 |

| \| 2022년 5월 2일 (월요일) \| \| 편집 \| |  |      |
| 보건과 환경 - 코로나19 범유행 - 대한민국의 0시 기준 누적 확진자 수가 17,295,733명으로 집계되었다. 전날 0시 대비 20,084명(국내 20,058, 해외유입 26)이 늘었다. 4월 29일 발표에 따라 실외 마스크 착용 의무가 일부 완화되었다. |  |      |
| 2022년 5월 2일 (월요일) |  | 편집 |

| 2022년 5월 2일 (월요일) |  | 편집 |

| \| 2022년 5월 3일 (화요일) \| \| 편집 \| |  |      |
| 보건과 환경 - 코로나19 범유행 - 대한민국의 0시 기준 누적 확진자 수가 17,346,753명으로 집계되었다. 전날 0시 대비 51,131명(국내 51,086, 해외유입 45)이 늘었다. 누계가 일부 정정(-111)되었다. |  |      |
| 2022년 5월 3일 (화요일) |  | 편집 |

| 2022년 5월 3일 (화요일) |  | 편집 |

| \| 2022년 5월 4일 (수요일) \| \| 편집 \| |  |      |
| 경제와 비즈니스 - 미국 연방준비제도(Fed, 연준)는 연방공개시장위원회(FOMC) 정례 회의에서 기준금리를 0.50%p 인상하기로 하였다. 이에 따라 기준금리는 0.75%~1.00% 수준이 되었다. - 2022년 3월 16일에 이은 인상 결정이다. 빅 스텝(big step, 0.5%p 인상)은 2000년 5월 닷컴 버블로 인해 인상한 이후 22년 만이다. 차기 FOMC에서도 빅 스텝이 이어질 것으로 전망되었다. - 연준은 인플레이션 등과 관련하여 계속적인 금리 인상 기조를 시사하였으나, 제롬 파월 연준 의장은 자이언트 스텝(giant step, 0.75%p 인상)에 대해서는 선을 그었다. 보건과 환경 - 코로나19 범유행 - 대한민국의 0시 기준 누적 확진자 수가 17,395,791명으로 집계되었다. 전날 0시 대비 49,064명(국내 49,035, 해외유입 29)이 늘었다. 누계가 일부 정정(-26)되었다. 사고와 재해 - 광주 화정 아이파크 외벽 붕괴 사고: 정몽규 HDC그룹 회장(당시 시공사 HDC현대산업개발의 회장)이 화정 아이파크 8개 동 모두를 철거한 후 재시공하겠다고 밝혔다. |  |      |
| 2022년 5월 4일 (수요일) |  | 편집 |

| 2022년 5월 4일 (수요일) |  | 편집 |

| \| 2022년 5월 5일 (목요일) \| \| 편집 \| |  |      |
| 보건과 환경 - 코로나19 범유행 - 대한민국의 0시 기준 누적 확진자 수가 17,438,068명으로 집계되었다. 전날 0시 대비 42,296명(국내 42,273, 해외유입 23)이 늘었다. 누계가 일부 정정(-19)되었다. 사회 - 대한민국의 어린이날: 소파 방정환이 1922년 어린이날(당시는 5월 1일)을 만든 지 100주년이 되었다. 정치와 선거 - 북아일랜드에서 총선이 실시되어 의원 90명을 새로 선출하였다. 선거 결과 미셸 오닐이 이끄는 신 페인이 27석을 확보하며 1당이 되었다. 그밖에 민주연합당이 25석으로 2당, 북아일랜드 동맹당이 17석을 얻으며 3당 등으로 나타났다. |  |      |
| 2022년 5월 5일 (목요일) |  | 편집 |

| 2022년 5월 5일 (목요일) |  | 편집 |

| \| 2022년 5월 6일 (금요일) \| \| 편집 \| |  |      |
| 보건과 환경 - 코로나19 범유행 - 대한민국의 0시 기준 누적 확진자 수가 17,464,782명으로 집계되었다. 전날 0시 대비 26,714명(국내 26,686, 해외유입 28)이 늘었다. - 영국에서 원숭이두창 발생이 보고되며 유행이 시작되었다. |  |      |
| 2022년 5월 6일 (금요일) |  | 편집 |

| 2022년 5월 6일 (금요일) |  | 편집 |

| \| 2022년 5월 7일 (토요일) \| \| 편집 \| |  |      |
| 문화와 예술 - 대한민국의 배우 강수연이 숨졌다. 강수연은 영화 《씨받이》(1987)로 베네치아 국제 영화제 여우주연상을, 《아제 아제 바라아제》(1989)로 모스크바 국제 영화제 여우주연상을 수상하였고, TV드라마 《여인천하》(2001~2002, 정난정 역)에 출연해 2021년 SBS 연기 대상을 수상하기도 하였다. 2022년 중 공개 예정인 《정이》(넷플릭스 SF 드라마)에도 출연하였다. 보건과 환경 - 코로나19 범유행 - 대한민국의 0시 기준 누적 확진자 수가 17,504,334명으로 집계되었다. 전날 0시 대비 39,600명(국내 39,574, 해외유입 26)이 늘었다. 누계가 일부 정정(-48)되었다. 스포츠 - 제148회 켄터키 더비 경마 대회에서 리치 스트라이크(Rich Strike)가 우승을 차지하였다. 켄터키 더비는 1875년 이래 매년 미국 켄터키주 루이빌의 처칠 다운스(Churchill Downs) 경마 단지에서 열리고 있다. |  |      |
| 2022년 5월 7일 (토요일) |  | 편집 |

| 2022년 5월 7일 (토요일) |  | 편집 |

| \| 2022년 5월 8일 (일요일) \| \| 편집 \| |  |      |
| 문화와 예술 - 대한민국의 시인 김지하가 숨졌다. 보건과 환경 - 코로나19 범유행 - 대한민국의 0시 기준 누적 확진자 수가 17,544,398명으로 집계되었다. 전날 0시 대비 40,064명(국내 40,048, 해외유입 16)이 늘었다. |  |      |
| 2022년 5월 8일 (일요일) |  | 편집 |

| 2022년 5월 8일 (일요일) |  | 편집 |

| \| 2022년 5월 9일 (월요일) \| \| 편집 \| |  |      |
| 보건과 환경 - 코로나19 범유행 - 대한민국의 0시 기준 누적 확진자 수가 17,564,999명으로 집계되었다. 전날 0시 대비 20,601명(국내 20,582, 해외유입 19)이 늘었다. 정치와 선거 - 대한민국의 청원 플랫폼 청와대 국민청원이 문재인 대통령 퇴임과 함께 운영 종료된다. 9일은 문재인 대통령이 임기 마지막 날로, 문 대통령은 이날 18시 퇴근을 하며 청와대를 떠날 것으로 알려졌다. - 필리핀에서 총선거가 실시된다. 이번 선거에서는 로드리고 두테르테 대통령과 레니 로브레도 부통령 후임을 선출한다. 또한 상원 의원 12석을 비롯하여 전체 하원 의원, 주·부지사, 광역 의회 의원, 기초 지자체 장 그리고 기초 의원을 선출한다. - 대통령 선거에서는 봉봉 마르코스가 당선되었다. 봉봉 마르코스는 페르디난드 마르코스 제10대 필리핀 대통령의 아들이다. - 부통령 선거에서는 사라 두테르테(Sara Duterte)가 당선되었다. 사라 두테르테는 로드리고 두테르테 제16대 필리핀 대통령의 딸이다. |  |      |
| 2022년 5월 9일 (월요일) |  | 편집 |

| 2022년 5월 9일 (월요일) |  | 편집 |

| \| 2022년 5월 10일 (화요일) \| \| 편집 \| |  |      |
| 보건과 환경 - 코로나19 범유행 - 대한민국의 0시 기준 누적 확진자 수가 17,614,895명으로 집계되었다. 전날 0시 대비 49,933명(국내 49,910, 해외유입 23)이 늘었다. 누계가 일부 정정(-37)되었다. 정치와 선거 - 윤석열 대통령 취임식, 대한민국의 대통령: 윤석열 대통령 당선자의 취임식 행사가 열렸다. - 대한민국 대통령 관저인 청와대가 대중에 개방된다. 윤석열 당선자는 당초 문재인 정부가 끝나고 윤석열 정부가 시작하는 10일 0시에 청와대를 개방할 것이라고 밝혔으나, 나중에 취임식이 이후인 정오로 개방 시점을 바꾸었다. |  |      |
| 2022년 5월 10일 (화요일) |  | 편집 |

| 2022년 5월 10일 (화요일) |  | 편집 |

| \| 2022년 5월 11일 (수요일) \| \| 편집 \| |  |      |
| 법과 범죄 - 대한민국 서울행정법원이 서울특별시 용산구에 위치한 대통령실 인근을 지난다는 이유로 경찰이 금지한 집회에 대한 금지통고 처분 집행정지(효력정지) 신청을 일부 인용하였다. - 재판부는 1회에 한해 1시간 30분 이내로 통과하는 행진은 허용하되, 경호와 차량 정체 등의 문제를 들어 한 장소에 계속 머무는 것을 금지하였다. 집회 및 시위에 관한 법률은 대통령 관저 등을 집회·시위 금지 장소로 정하고 있으나, 집무실은 금지 장소가 아니라는 판단이다. - 윤석열 대통령이 서초동 자택에서 용산 집무실로 출퇴근하기로 함에 따라 관저와 집무실이 분리되었다. 이전에 대통령 관저와 집무 공관이 있던 청와대는 5월 10일 대중에 개방되었으며, 향후 대통령 관저로 사용하기 위해 외교부 장관 공관을 공사 중이다. 보건과 환경 - 코로나19 범유행 - 대한민국의 0시 기준 누적 확진자 수가 17,658,794명으로 집계되었다. 전날 0시 대비 43,925명(국내 43,888, 해외유입 37)이 늘었다. 누계가 일부 정정(-26)되었다. |  |      |
| 2022년 5월 11일 (수요일) |  | 편집 |

| 2022년 5월 11일 (수요일) |  | 편집 |

| \| 2022년 5월 12일 (목요일) \| \| 편집 \| |  |      |
| 보건과 환경 - 코로나19 범유행 - 대한민국의 0시 기준 누적 확진자 수가 17,694,677명으로 집계되었다. 전날 0시 대비 35,906명(국내 35,894, 해외유입 12)이 늘었다. 누계가 일부 정정(-23)되었다. - 조선민주주의인민공화국이 코로나19 발생 사실을 확인하였다. |  |      |
| 2022년 5월 12일 (목요일) |  | 편집 |

| 2022년 5월 12일 (목요일) |  | 편집 |

| \| 2022년 5월 13일 (금요일) \| \| 편집 \| |  |      |
| 보건과 환경 - 코로나19 범유행 - 대한민국의 0시 기준 누적 확진자 수가 17,727,086명으로 집계되었다. 전날 0시 대비 32,451명(국내 32,436, 해외유입 15)이 늘었다. 누계가 일부 정정(-42)되었다. |  |      |
| 2022년 5월 13일 (금요일) |  | 편집 |

| 2022년 5월 13일 (금요일) |  | 편집 |

| \| 2022년 5월 14일 (토요일) \| \| 편집 \| |  |      |
| 경제와 비즈니스 - 베네수엘라 정부가 자금 지원을 위해 여러 국영 기업들의 지분 5~10%를 민간투자자에게 매각 검토 중으로 알려졌다. 문화와 예술 - 유로비전 송 콘테스트 2022에서 우크라이나를 대표해 출품된 칼루시 오케스트라의 스테파니아(Stefania)가 최종 우승 곡으로 선정되었다. 66번째 유로비전 송 콘테스트인 이번 대회는 지난해 우승곡이 나온 국가인 이탈리아에서 열렸다. 토리노 팔라 알피투어(Pala Alpitour)에서 진행되었으며, 40개국이 참가하였다. 당초 41개국이 참가 예정이었으나, 러시아가 우크라이나 침공과 관련하여 제외되었다. 보건과 환경 - 코로나19 범유행 - 대한민국의 0시 기준 누적 확진자 수가 17,756,627명으로 집계되었다. 전날 0시 대비 29,581명(국내 29,566, 해외유입 25)이 늘었다. 누계가 일부 정정(-40)되었다. 무력 충돌과 공격 - 미국 뉴욕 버펄로의 한 슈퍼마켓에서 총기 난사가 발생, 최소 10명 이상이 숨졌다. |  |      |
| 2022년 5월 14일 (토요일) |  | 편집 |

| 2022년 5월 14일 (토요일) |  | 편집 |

| \| 2022년 5월 15일 (일요일) \| \| 편집 \| |  |      |
| 보건과 환경 - 코로나19 범유행 - 대한민국의 0시 기준 누적 확진자 수가 17,782,061명으로 집계되었다. 전날 0시 대비 25,434명(국내 25,408, 해외유입 26)이 늘었다. 정치와 선거 - 소말리아의 대통령: 소말리아에서 대통령 선거가 실시되었다. 선거 결과 하산 셰흐 마하무드가 대통령에 당선되었다. |  |      |
| 2022년 5월 15일 (일요일) |  | 편집 |

| 2022년 5월 15일 (일요일) |  | 편집 |

| \| 2022년 5월 16일 (월요일) \| \| 편집 \| |  |      |
| 경제와 비즈니스 - 대한민국 신한은행의 부산 모 지점에서 지난 12일 약 2억 원 규모의 횡령이 발생한 것으로 알려졌다. 앞서 지난 달 4월 27일에는 우리은행에서 600억 규모의 횡령이 발생하기도 하였다. 보건과 환경 - 코로나19 범유행 - 대한민국의 0시 기준 누적 확진자 수가 17,795,357명으로 집계되었다. 전날 0시 대비 13,296명(국내 13,268, 해외유입 28)이 늘었다. |  |      |
| 2022년 5월 16일 (월요일) |  | 편집 |

| 2022년 5월 16일 (월요일) |  | 편집 |

| \| 2022년 5월 17일 (화요일) \| \| 편집 \| |  |      |
| 문화와 예술 - 그리스의 작곡가 반젤리스가 숨졌다. 주요 작품으로는 《불의 전차》 주제곡, 《블레이드 러너》 주제곡, 《1492 콜럼버스》의 주제곡 등이 있다. 보건과 환경 - 코로나19 범유행 - 대한민국의 0시 기준 누적 확진자 수가 17,830,429명으로 집계되었다. 전날 0시 대비 35,117명(국내 35,091, 해외유입 26)이 늘었다. 누계가 일부 정정(-45)되었다. |  |      |
| 2022년 5월 17일 (화요일) |  | 편집 |

| 2022년 5월 17일 (화요일) |  | 편집 |

| \| 2022년 5월 18일 (수요일) \| \| 편집 \| |  |      |
| 보건과 환경 - 코로나19 범유행 - 대한민국의 0시 기준 누적 확진자 수가 17,861,744명으로 집계되었다. 전날 0시 대비 31,352명(국내 31,317, 해외유입 35)이 늘었다. 누계가 일부 정정(-37)되었다. |  |      |
| 2022년 5월 18일 (수요일) |  | 편집 |

| 2022년 5월 18일 (수요일) |  | 편집 |

| \| 2022년 5월 19일 (목요일) \| \| 편집 \| |  |      |
| 보건과 환경 - 코로나19 범유행 - 대한민국의 0시 기준 누적 확진자 수가 17,889,849명으로 집계되었다. 전날 0시 대비 28,130명(국내 28,115, 해외유입 15)이 늘었다. 누계가 일부 정정(-25)되었다. |  |      |
| 2022년 5월 19일 (목요일) |  | 편집 |

| 2022년 5월 19일 (목요일) |  | 편집 |

| \| 2022년 5월 20일 (금요일) \| \| 편집 \| |  |      |
| 국제 관계 - 한미 관계: 외교 순방에 나선 미국의 조 바이든 대통령이 2박 3일 일정으로 대한민국을 방문하였다. - 에어 포스 원을 타고 오산 공군기지를 통해 입국한 바이든 대통령은 삼성전자 평택 반도체 공장을 시찰할 것으로 알려졌으며, 다음 날인 21일 대한민국 대통령실에서 윤석열 대통령과 정상 회담을 진행할 예정이다. - 다음 순방지인 일본에는 22일 오전에 이동하며, 23일 기시다 후미오 총리와 회담을 진행하고, 24일에는 쿼드 정상 회의를 열 예정으로 알려졌다. 보건과 환경 - 코로나19 범유행 - 대한민국의 0시 기준 누적 확진자 수가 17,914,957명으로 집계되었다. 전날 0시 대비 25,125명(국내 25,103, 해외유입 22)이 늘었다. 누계가 일부 정정(-17)되었다. |  |      |
| 2022년 5월 20일 (금요일) |  | 편집 |

| 2022년 5월 20일 (금요일) |  | 편집 |

| \| 2022년 5월 21일 (토요일) \| \| 편집 \| |  |      |
| 국제 관계 - 한미관계: 대한민국의 윤석열 대통령과 미국의 조 바이든 바이든 대통령이 대한민국 대통령실에서 정상회담을 가졌다. 회담 이후 양국 정상은 공동 성명을 발표하였다. 양국은 글로벌 공급망과 원자력 협력 등을 강화하고, 한미상호방위조약에 따른 대한민국 방어와 연합방어태세에 대한 상호간의 공약 등을 확인하였다. 또한 양 정상은 군사·안보·경제·기술 등 포괄적 전략동맹 관계에 대한 의지도 확인하였다. 군사 - 2022년 러시아의 우크라이나 침공: 러시아가 마리우폴의 함락과 승리를 선언하였다. - 전날 우크라이나 군사 사령부는 마리우폴 병력에 대하여 전투 임무 중단을 명령하였으며, 이후 약 2,400여 명 이상의 병력이 항복한 것으로 알려졌다. - 두 달 넘게 이어진 공세로 마리우폴의 도시 기반 시설 약 90% 이상이 파괴된 것으로 알려졌다. 보건과 환경 - 코로나19 범유행 - 대한민국의 0시 기준 누적 확진자 수가 17,938,399명으로 집계되었다. 전날 0시 대비 23,462명(국내 23,451, 해외유입 11)이 늘었다. 누계가 일부 정정(-20)되었다. 정치와 선거 - 2022년 오스트레일리아 의회 선거: 오스트레일리아에서 의회 선거가 실시되었다. |  |      |
| 2022년 5월 21일 (토요일) |  | 편집 |

| 2022년 5월 21일 (토요일) |  | 편집 |

| \| 2022년 5월 22일 (일요일) \| \| 편집 \| |  |      |
| 보건과 환경 - 코로나19 범유행 - 대한민국의 0시 기준 누적 확진자 수가 17,957,697명으로 집계되었다. 전날 0시 대비 19,298명(국내 19,274, 해외유입 24)이 늘었다. 스포츠 - 프리미어리그 2021-22에서 맨체스터 시티 FC(맨시티)가 우승하며 막을 내렸다. - 맨시티의 통산 여덟 번째 프리미어리그 우승이다. - 리그 최다 득점자는 각각 23골을 기록한 모하메드 살라와 손흥민이다. 살라는 최다 도움(13회)도 기록하였다. |  |      |
| 2022년 5월 22일 (일요일) |  | 편집 |

| 2022년 5월 22일 (일요일) |  | 편집 |

| \| 2022년 5월 23일 (월요일) \| \| 편집 \| |  |      |
| 국제 관계 - 미국의 조 바이든 대통령이 나루히토 천황과 접견하고, 기시다 후미오 총리와 정상회담을 가졌다. 양 정상은 중화인민공화국과 관련된 현안에 대한 공조를 확인하고, 반도체 등 공급망 협력 및 미래 에너지 및 기술 등 경제 협력도 강화하기로 하였다. 한편 조 바이든 대통령은 일본의 유엔 안전 보장 이사회(안보리) 상임이사국 진출을 지지한다고 밝혔다. 안보리 상임이사국은 그 확대·개편 논의가 몇 차례 있었으나, 거부권과 국가간 관계 등으로 합의를 위한 연합(커피 클럽)이 주축이 되어 반대하고 있다. 보건과 환경 - 코로나19 범유행 - 대한민국의 0시 기준 누적 확진자 수가 17,967,672명으로 집계되었다. 전날 0시 대비 9,975명(국내 9,958, 해외유입 17)이 늘었다. |  |      |
| 2022년 5월 23일 (월요일) |  | 편집 |

| 2022년 5월 23일 (월요일) |  | 편집 |

| \| 2022년 5월 24일 (화요일) \| \| 편집 \| |  |      |
| 무력 충돌과 공격 - 로브 초등학교 총기 난사 사건: 미국 텍사스주 유밸디에 있는 로브 초등학교에서 총기 난사가 발생하였다. 이로 인하여 21명이 숨지고 십 수명이 부상을 입었다. 용의자는 현장서 사살되었다. 보건과 환경 - 코로나19 범유행 - 대한민국의 0시 기준 누적 확진자 수가 17,993,985명으로 집계되었다. 전날 0시 대비 26,344명(국내 26,301, 해외유입 43)이 늘었다. 누계가 일부 정정(-31)되었다. |  |      |
| 2022년 5월 24일 (화요일) |  | 편집 |

| 2022년 5월 24일 (화요일) |  | 편집 |

| \| 2022년 5월 25일 (수요일) \| \| 편집 \| |  |      |
| 보건과 환경 - 코로나19 범유행 - 대한민국의 0시 기준 누적 확진자 수가 18,017,923명으로 집계되었다. 전날 0시 대비 23,956명(국내 23,935, 해외유입 21)이 늘었다. 누계가 일부 정정(-18)되었다. |  |      |
| 2022년 5월 25일 (수요일) |  | 편집 |

| 2022년 5월 25일 (수요일) |  | 편집 |

| \| 2022년 5월 26일 (목요일) \| \| 편집 \| |  |      |
| 경제와 비즈니스 - 한국은행 기준금리: 한국은행(한은)이 금융통화위원회(금통위)를 열고, 기준금리의 0.25%p 인상을 결정하였다. 이에 따라 기준금리는 종전 1.50%에서 1.75%가 되었다. 한은의 이번 금리 인상은 지난 4월 인상에 이은 것이다. 한은은 인플레이션과 관련하여 추가적인 금리 인상을 시사하였다. 보건과 환경 - 코로나19 범유행 - 대한민국의 0시 기준 누적 확진자 수가 18,036,720명으로 집계되었다. 전날 0시 대비 18,816명(국내 18,782, 해외유입 34)이 늘었다. 누계가 일부 정정(-19)되었다. |  |      |
| 2022년 5월 26일 (목요일) |  | 편집 |

| 2022년 5월 26일 (목요일) |  | 편집 |

| \| 2022년 5월 27일 (금요일) \| \| 편집 \| |  |      |
| 보건과 환경 - 코로나19 범유행 - 대한민국의 0시 기준 누적 확진자 수가 18,053,287명으로 집계되었다. 전날 0시 대비 16,584명(국내 16,535, 해외유입 49)이 늘었다. 누계가 일부 정정(-17)되었다. 정치와 선거 - 대한민국 제8회 전국동시지방선거 사전 투표의 첫날 투표가 실시되었다. - 사전 투표는 5월 27일과 5월 28일 양일간 진행되며, 본 투표는 6월 1일이다. - 전국동시지방선거에서는 광역자치단체장, 기초자치단체장, 그리고 광역의원·기초의원(각각 지역구+비례대표) 및 교육감 등을 선출한다. 일부 지역은 국회의원을 선출하는 재보궐선거도 함께 실시한다. |  |      |
| 2022년 5월 27일 (금요일) |  | 편집 |

| 2022년 5월 27일 (금요일) |  | 편집 |

| \| 2022년 5월 28일 (토요일) \| \| 편집 \| |  |      |
| 보건과 환경 - 코로나19 범유행 - 대한민국의 0시 기준 누적 확진자 수가 18,067,669명으로 집계되었다. 전날 0시 대비 14,398명(국내 14,353, 해외유입 45)이 늘었다. 누계가 일부 정정(-16)되었다. 사회 - 대한민국의 교통: 서울 경전철 신림선이 개통되었으며, 신분당선 강남~신사 구간이 연장 개통되었다. - 서울 경전철 노선인 신림선이 개통되었다. 전날 개통행사에 이은 것으로, 샛강역부터 관악산역까지 11개 정거장이 영업을 개시하였다. - 광역철도인 신분당선의 강남~신사 구간(강남역-신논현역-논현역-신사역)이 연장 개통되었다. 스포츠 - 2022년 UEFA 챔피언스리그 결승전에서 레알 마드리드가 우승, 통산 14번째 우승컵을 들어올렸다. - 레알 마드리드가 1:0으로 리버풀 F.C.를 꺾었다. 비니시우스 주니오르의 후반 13분 득점이 결승골이 되었다. - 골키퍼 티보 쿠르투아가 맨 오브 더 매치에 선정되었다. |  |      |
| 2022년 5월 28일 (토요일) |  | 편집 |

| 2022년 5월 28일 (토요일) |  | 편집 |

| \| 2022년 5월 29일 (일요일) \| \| 편집 \| |  |      |
| 문화와 예술 - 레오나르도 다 빈치의 작품인 모나리자에 테러가 발생하였다. 한 남성이 케이크를 던지는 등 훼손을 시도했으나, 방탄유리에 막혔다. 모나리자는 루브르 박물관에 전시 중인데, 지난 1956년 황산 테러와 돌 투척 발생한 이후 4cm 두께의 방탄유리로 보호하고 있다. 보건과 환경 - 코로나19 범유행 - 대한민국의 0시 기준 누적 확진자 수가 18,080,323명으로 집계되었다. 전날 0시 대비 12,654명(국내 12,628, 해외유입 26)이 늘었다. 사고와 재해 - 타라 항공(Tara Air, 예티 항공 산하 항공사)의 포카라 공항(Pokhara Airport)-좀솜 공항(Jomsom Airport)간 노선에서 197편 항공기가 추락하는 사고가 발생하였다. 이로 인하여 승무원 3명과 승객 19명 등 탑승객 22명 전원이 숨졌다. 타라 항공의 해당 노선 사고 발생은 2016년 타라 에어 193편 추락 사고에 이은 두 번째이다. 사회 - 프란치스코 교황이 대한민국의 유흥식 대주교를 비롯하여 21명을 새롭게 추기경에 임명하였다. 유흥식 대주교는 한국천주교회에서는 네 번째로 임명되는 추기경이다. 스포츠 - 2022년 인디애나폴리스 500 자동차 경주 대회에서 마커스 에릭슨(Marcus Ericsson)이 우승하였다. |  |      |
| 2022년 5월 29일 (일요일) |  | 편집 |

| 2022년 5월 29일 (일요일) |  | 편집 |

| \| 2022년 5월 30일 (월요일) \| \| 편집 \| |  |      |
| 보건과 환경 - 코로나19 범유행 - 대한민국의 0시 기준 누적 확진자 수가 18,086,462명으로 집계되었다. 전날 0시 대비 6,139명(국내 6,091, 해외유입 48)이 늘었다. - 2022년 원숭이두창 유행 - 태국에서 원숭이두창이 처음 보고되었다. 정치와 선거 - 2022년 오스트레일리아 의회 선거: 오스트레일리아에서 5월 21일 실시된 2022년 오스트레일리아 의회 선거의 개표가 진행되면서, 노동당이 하원 151석 중 과반인 76석 이상을 확보하는 1당이 된 것으로 알려졌다. |  |      |
| 2022년 5월 30일 (월요일) |  | 편집 |

| 2022년 5월 30일 (월요일) |  | 편집 |

| \| 2022년 5월 31일 (화요일) \| \| 편집 \| |  |      |
| 보건과 환경 - 코로나19 범유행 - 대한민국의 0시 기준 누적 확진자 수가 18,103,638명으로 집계되었다. 전날 0시 대비 17,191명(국내 17,148, 해외유입 43)이 늘었다. 누계가 일부 정정(-15)되었다. |  |      |
| 2022년 5월 31일 (화요일) |  | 편집 |

| 2022년 5월 31일 (화요일) |  | 편집 |

| <          | 2022년 5월  | 2022년 5월 | 2022년 5월 | 2022년 5월 | 2022년 5월 | >       |
| 일         | 월          | 화         | 수         | 목         | 금         | 토      |
| 1 4.1 갑인 | 2 을묘      | 3 병진     | 4 정사     | 5 무오     | 6 기미     | 7 경신  |
| 8 신유     | 9 임술      | 10 계해    | 11 갑자    | 12 을축    | 13 병인    | 14 정묘 |
| 15 무진    | 16 기사     | 17 경오    | 18 신미    | 19 임신    | 20 계유    | 21 갑술 |
| 22 을해    | 23 병자     | 24 정축    | 25 무인    | 26 기묘    | 27 경진    | 28 신사 |
| 29 임오    | 30 5.1 계미 | 31 2 갑신  |            |            |            |         |

| - 2022년 - 4월 - 5월 - 6월 - 9일: 필리핀 총선거 - 15일: 소말리아 대통령 선거 - 21일: 오스트레일리아 의회 선거 편집하기 |